# بيير بونيه (رياضياتي)
بيير بونيه (بالفرنسية: Pierre-Ossian Bonnet )‏ (و. 1819 – 1892 م) هو رياضياتي، وأستاذ جامعي فرنسي، ولد في مونبلييه، كان عضوًا في الأكاديمية الفرنسية للعلوم، توفي في باريس، عن عمر يناهز 73 عاماً.

## التعليم
تعلم في المدرسة المتعددة التكنولوجية، والمدرسة الوطنية للجسور والطرق.